# 804 (numero)
Ottocentoquattro (804) è il numero naturale dopo l'803 e prima del 805.

## Proprietà matematiche
- È un numero pari.
- È un numero composto con 12 divisori:  1, 2, 3, 4, 6, 12, 67, 134, 201, 268, 402, 804. Poiché la somma dei suoi divisori (escluso il numero stesso) è 1100 > 804, è un numero abbondante.
- È un numero semiperfetto in quanto pari alla somma di alcuni (o tutti) i suoi divisori.
- È un numero nontotiente (per cui la equazione φ(x) = n non ha soluzione).
- È un numero di Harshad nel sistema numerico decimale.
- È un numero intoccabile.
- È un numero malvagio.
- È un numero colombiano nel sistema numerico decimale.
- È parte delle terne pitagoriche (335, 804, 871), (603, 804, 1005), (804, 1072, 1340), (804, 2345, 2479), (804, 4453, 4525), (804, 8960, 8996), (804, 13455, 13479), (804, 17947, 17965), (804, 26928, 26940), (804, 40397, 40405), (804, 53865, 53871), (804, 80800, 80804), (804, 161603, 161605).

## Astronomia
- 804 Hispania è un asteroide della fascia principale del sistema solare.
- NGC 804 è una galassia lenticolare della costellazione del Triangolo.

## Astronautica
- Cosmos 804 è un satellite artificiale russo.

## Altri ambiti
- La Fiat 804 è una vettura da competizione costruita dalla Fiat nel 1922 per competere nella Formula Grand Prix.
- La Porsche 804 è stata un'autovettura monoposto da competizione prodotta dalla Porsche nel 1962 per partecipare al Campionato mondiale di Formula 1.
- Il volo EgyptAir 804 era un volo di linea di EgyptAir dall'aeroporto di Parigi Charles de Gaulle all'Aeroporto Internazionale del Cairo operato da un Airbus A320-232 che il 19 maggio 2016, alle 02:45 locali (UTC+2), si è inabissato nel mar Mediterraneo.
- La locomotiva FS 804 era un tipo di locotender a vapore a 2 assi motori reimmatricolata nel parco FS in seguito al riscatto della Rete Mediterranea.